# Klaus Gjasula
Klaus Fatmir Gjasula (Tirana, 14 dicembre 1989) è un calciatore albanese, centrocampista del Rot-Weiss Essen e della nazionale albanese.

## Biografia
Anche suo fratello maggiore Jürgen è un calciatore, che gioca nel Berliner AK 07. A seguito di uno scontro di gioco è costretto a portare un caschetto protettivo, ormai da diversi anni.

## Caratteristiche tecniche
Ricopre il ruolo di mediano davanti alla difesa, ma all'occorrenza può giocare anche da difensore centrale. A lui vengono spesso assegnati i compiti di impostazione, essendo bravo a dettare i ritmi e nell'eseguire i passaggi, pur difettando in velocità. Si dimostra molto carismatico e combattivo dimostrando una buona aggressività ed una buona capacità nei duelli aerei e nel recuperare i palloni, questo però lo porta a commettere molti falli e ad essere soggetto spesso a molte ammonizioni. Abile nel gioco aereo, la sua fisicità lo rende abile nei contrasti.

## Carriera

### Club
Il 1º luglio 2018 viene acquistato a titolo definitivo dalla squadra tedesca del Paderborn, con cui sottoscrive un contratto biennale con scadenza il 30 giugno 2020.

#### Amburgo
Terminato il contratto col suo vecchio club il Paderborn, il 15 luglio 2020 si accasa all'Amburgo da svincolato, legandosi con un contratto biennale fino al 2022 col club tedesco.

### Nazionale
Il 31 agosto 2019 riceve la sua prima convocazione dalla nazionale albanese per le partite valide per le qualificazioni agli Europei 2020 rispettivamente contro Francia ed Islanda del 7 e 10 settembre 2019.
Il 7 settembre 2019 fa il suo debutto con l'Albania nella partita valida per le qualificazioni agli Europei 2020 contro la Francia, subentrando nel secondo tempo della gara poi persa per 4-1 dall'Albania.
Convocato per Euro 2024, realizza la sua prima rete per l'Albania all'ultimo minuto nella seconda partita dei gironi contro la Croazia (2-2); nella stessa partita aveva realizzato un'autorete, valida per il provvisorio vantaggio dei balcanici. Al contempo, questa rete è stata la più tardiva realizzata in un Europeo nei tempi regolamentari. Tuttavia tale record è stato battuto dall'ungherese Kevin Csoboth nel corso della medesima competizione.

## Statistiche

### Presenze e reti nei club
Statistiche aggiornate al 3 giugno 2024.
| Stagione                 | Squadra                  | Campionato               | Campionato | Campionato | Coppe nazionali | Coppe nazionali | Coppe nazionali | Coppe continentali | Coppe continentali | Coppe continentali | Altre coppe | Altre coppe | Altre coppe | Totale | Totale |
| Stagione                 | Squadra                  | Comp                     | Pres       | Reti       | Comp            | Pres            | Reti            | Comp               | Pres               | Reti               | Comp        | Pres        | Reti        | Pres   | Reti   |
| ------------------------ | ------------------------ | ------------------------ | ---------- | ---------- | --------------- | --------------- | --------------- | ------------------ | ------------------ | ------------------ | ----------- | ----------- | ----------- | ------ | ------ |
| 2009-2010                | Bahlinger SC             | OL                       | 27         | 3          | CG              | 0               | 0               | -                  | -                  | -                  | -           | -           | -           | 27     | 3      |
| 2010-2011                | Waldhof Mannheim         | OL                       | 26         | 2          | CG              | 0               | 0               | -                  | -                  | -                  | -           | -           | -           | 26     | 2      |
| 2011-2012                | Waldhof Mannheim         | RLN                      | 25         | 1          | CG              | 0               | 0               | -                  | -                  | -                  | -           | -           | -           | 25     | 1      |
| Totale Waldhof Mannheim  | Totale Waldhof Mannheim  | Totale Waldhof Mannheim  | 51         | 3          |                 | 0               | 0               |                    | -                  | -                  |             | -           | -           | 51     | 3      |
| 2012-2013                | Duisburg II              | RLW                      | 23         | 0          | CG              | 0               | 0               | -                  | -                  | -                  | -           | -           | -           | 23     | 0      |
| 2013-2014                | Kickers Offenbach        | RLS                      | 27         | 2          | CG              | 0               | 0               | -                  | -                  | -                  | -           | -           | -           | 27     | 2      |
| 2014-2015                | Kickers Offenbach        | RLS                      | 31+2       | 0          | CG              | 3               | 0               | -                  | -                  | -                  | -           | -           | -           | 36     | 0      |
| 2015-gen. 2016           | Kickers Offenbach        | RLS                      | 17         | 2          | CG              | 0               | 0               | -                  | -                  | -                  | -           | -           | -           | 17     | 2      |
| Totale Kickers Offenbach | Totale Kickers Offenbach | Totale Kickers Offenbach | 75+2       | 4+0        |                 | 3               | 0               |                    | -                  | -                  |             | -           | -           | 80     | 4      |
| gen.-giu. 2016           | Kickers Stoccarda        | DL                       | 16         | 0          | CG              | 0               | 0               | -                  | -                  | -                  | -           | -           | -           | 16     | 0      |
| 2016-2017                | Hallescher               | DL                       | 30         | 3          | CG              | 2               | 1               | -                  | -                  | -                  | -           | -           | -           | 32     | 4      |
| 2017-2018                | Hallescher               | DL                       | 23         | 3          | CG              | 0               | 0               | -                  | -                  | -                  | -           | -           | -           | 23     | 3      |
| Totale Hallescher        | Totale Hallescher        | Totale Hallescher        | 53         | 6          |                 | 2               | 1               |                    | -                  | -                  |             | -           | -           | 55     | 7      |
| 2018-2019                | Paderborn                | ZL                       | 24         | 1          | CG              | 3               | 0               | -                  | -                  | -                  | -           | -           | -           | 27     | 1      |
| 2019-2020                | Paderborn                | BL                       | 29         | 2          | CG              | 2               | 0               | -                  | -                  | -                  | -           | -           | -           | 31     | 2      |
| Totale Paderborn         | Totale Paderborn         | Totale Paderborn         | 53         | 3          |                 | 5               | 0               |                    | -                  | -                  |             | -           | -           | 58     | 3      |
| 2020-2021                | Amburgo                  | ZL                       | 15         | 0          | CG              | 1               | 0               | -                  | -                  | -                  | -           | -           | -           | 16     | 0      |
| 2021-2022                | Darmstadt                | ZL                       | 23         | 1          | CG              | 0               | 0               | -                  | -                  | -                  | -           | -           | -           | 23     | 1      |
| 2022-2023                | Darmstadt                | ZL                       | 17         | 0          | CG              | 1               | 0               | -                  | -                  | -                  | -           | -           | -           | 18     | 0      |
| 2023-2024                | Darmstadt                | BL                       | 22         | 0          | CG              | 0               | 0               | -                  | -                  | -                  | -           | -           | -           | 22     | 0      |
| Totale Darmstadt         | Totale Darmstadt         | Totale Darmstadt         | 62         | 1          |                 | 1               | 0               |                    | -                  | -                  |             | -           | -           | 63     | 1      |
| Totale carriera          | Totale carriera          | Totale carriera          | 375+2      | 20+0       |                 | 12              | 1               |                    | -                  | -                  |             | -           | -           | 389    | 21     |

### Cronologia presenze e reti in nazionale
| Cronologia completa delle presenze e delle reti in nazionale ― Albania | Cronologia completa delle presenze e delle reti in nazionale ― Albania | Cronologia completa delle presenze e delle reti in nazionale ― Albania | Cronologia completa delle presenze e delle reti in nazionale ― Albania | Cronologia completa delle presenze e delle reti in nazionale ― Albania | Cronologia completa delle presenze e delle reti in nazionale ― Albania | Cronologia completa delle presenze e delle reti in nazionale ― Albania | Cronologia completa delle presenze e delle reti in nazionale ― Albania |
| Data                                                                   | Città                                                                  | In casa                                                                | Risultato                                                              | Ospiti                                                                 | Competizione                                                           | Reti                                                                   | Note                                                                   |
| ---------------------------------------------------------------------- | ---------------------------------------------------------------------- | ---------------------------------------------------------------------- | ---------------------------------------------------------------------- | ---------------------------------------------------------------------- | ---------------------------------------------------------------------- | ---------------------------------------------------------------------- | ---------------------------------------------------------------------- |
| 7-9-2019                                                               | Saint-Denis                                                            | Francia                                                                | 4 – 1                                                                  | Albania                                                                | Qual. Euro 2020                                                        | -                                                                      | 53’ 66’                                                                |
| 10-9-2019                                                              | Elbasan                                                                | Albania                                                                | 4 – 2                                                                  | Islanda                                                                | Qual. Euro 2020                                                        | -                                                                      |                                                                        |
| 11-10-2019                                                             | Istanbul                                                               | Turchia                                                                | 1 – 0                                                                  | Albania                                                                | Qual. Euro 2020                                                        | -                                                                      |                                                                        |
| 14-10-2019                                                             | Chișinău                                                               | Moldavia                                                               | 0 – 4                                                                  | Albania                                                                | Qual. Euro 2020                                                        | -                                                                      | 82’                                                                    |
| 17-11-2019                                                             | Tirana                                                                 | Albania                                                                | 0 – 2                                                                  | Francia                                                                | Qual. Euro 2020                                                        | -                                                                      |                                                                        |
| 4-9-2020                                                               | Minsk                                                                  | Bielorussia                                                            | 0 – 2                                                                  | Albania                                                                | UEFA Nations League 2020-2021 - 1º turno                               | -                                                                      |                                                                        |
| 7-9-2020                                                               | Tirana                                                                 | Albania                                                                | 0 – 1                                                                  | Lituania                                                               | UEFA Nations League 2020-2021 - 1º turno                               | -                                                                      | 60’                                                                    |
| 15-11-2020                                                             | Tirana                                                                 | Albania                                                                | 3 – 1                                                                  | Kazakistan                                                             | UEFA Nations League 2020-2021 - 1º turno                               | -                                                                      | 54’                                                                    |
| 18-11-2020                                                             | Tirana                                                                 | Albania                                                                | 3 – 2                                                                  | Bielorussia                                                            | UEFA Nations League 2020-2021 - 1º turno                               | -                                                                      | 83’                                                                    |
| 25-3-2021                                                              | Andorra la Vella                                                       | Andorra                                                                | 0 – 1                                                                  | Albania                                                                | Qual. Mondiali 2022                                                    | -                                                                      | 60’                                                                    |
| 28-3-2021                                                              | Tirana                                                                 | Albania                                                                | 0 – 2                                                                  | Inghilterra                                                            | Qual. Mondiali 2022                                                    | -                                                                      | 59’ 89’                                                                |
| 2-9-2021                                                               | Varsavia                                                               | Polonia                                                                | 4 – 1                                                                  | Albania                                                                | Qual. Mondiali 2022                                                    | -                                                                      | 56’                                                                    |
| 5-9-2021                                                               | Elbasan                                                                | Albania                                                                | 1 – 0                                                                  | Ungheria                                                               | Qual. Mondiali 2022                                                    | -                                                                      | 78’                                                                    |
| 9-10-2021                                                              | Budapest                                                               | Ungheria                                                               | 0 – 1                                                                  | Albania                                                                | Qual. Mondiali 2022                                                    | -                                                                      | 61’                                                                    |
| 12-11-2021                                                             | Londra                                                                 | Inghilterra                                                            | 5 – 0                                                                  | Albania                                                                | Qual. Mondiali 2022                                                    | -                                                                      | 9’                                                                     |
| 26-3-2022                                                              | Cornellà de Llobregat                                                  | Spagna                                                                 | 2 – 1                                                                  | Albania                                                                | Amichevole                                                             | -                                                                      | 61’                                                                    |
| 29-3-2022                                                              | Tirana                                                                 | Albania                                                                | 0 – 0                                                                  | Georgia                                                                | Amichevole                                                             | -                                                                      | 65’                                                                    |
| 6-6-2022                                                               | Reykjavík                                                              | Islanda                                                                | 1 – 1                                                                  | Albania                                                                | UEFA Nations League 2022-2023 - 1º turno                               | -                                                                      |                                                                        |
| 10-6-2022                                                              | Tirana                                                                 | Albania                                                                | 1 – 2                                                                  | Israele                                                                | UEFA Nations League 2022-2023 - 1º turno                               | -                                                                      | 68’                                                                    |
| 24-9-2022                                                              | Tel Aviv                                                               | Israele                                                                | 2 – 1                                                                  | Albania                                                                | UEFA Nations League 2022-2023 - 1º turno                               | -                                                                      |                                                                        |
| 27-9-2022                                                              | Tirana                                                                 | Albania                                                                | 1 – 1                                                                  | Islanda                                                                | UEFA Nations League 2022-2023 - 1º turno                               | -                                                                      | 83’                                                                    |
| 27-3-2023                                                              | Varsavia                                                               | Polonia                                                                | 1 – 0                                                                  | Albania                                                                | Qual. Euro 2024                                                        | -                                                                      | 88’                                                                    |
| 7-9-2023                                                               | Praga                                                                  | Rep. Ceca                                                              | 1 – 1                                                                  | Albania                                                                | Qual. Euro 2024                                                        | -                                                                      | 84’                                                                    |
| 10-9-2023                                                              | Tirana                                                                 | Albania                                                                | 2 – 0                                                                  | Polonia                                                                | Qual. Euro 2024                                                        | -                                                                      | 80’                                                                    |
| 12-10-2023                                                             | Tirana                                                                 | Albania                                                                | 3 – 0                                                                  | Rep. Ceca                                                              | Qual. Euro 2024                                                        | -                                                                      | 86’                                                                    |
| 17-10-2023                                                             | Tirana                                                                 | Albania                                                                | 2 – 0                                                                  | Bulgaria                                                               | Amichevole                                                             | -                                                                      | 61’                                                                    |
| 17-11-2023                                                             | Chișinău                                                               | Moldavia                                                               | 1 – 1                                                                  | Albania                                                                | Qual. Euro 2024                                                        | -                                                                      | 80’                                                                    |
| 3-6-2024                                                               | Szombathely                                                            | Albania                                                                | 3 – 0                                                                  | Liechtenstein                                                          | Amichevole                                                             | -                                                                      | 46’                                                                    |
| 19-6-2024                                                              | Amburgo                                                                | Croazia                                                                | 2 – 2                                                                  | Albania                                                                | Euro 2024 - 1º turno                                                   | 1                                                                      | 72’ 90+7’                                                              |
| Totale                                                                 |                                                                        | Presenze (70º posto)                                                   | 29                                                                     |                                                                        | Reti                                                                   | 1                                                                      |                                                                        |